# Liste des évêques de Yokadouma

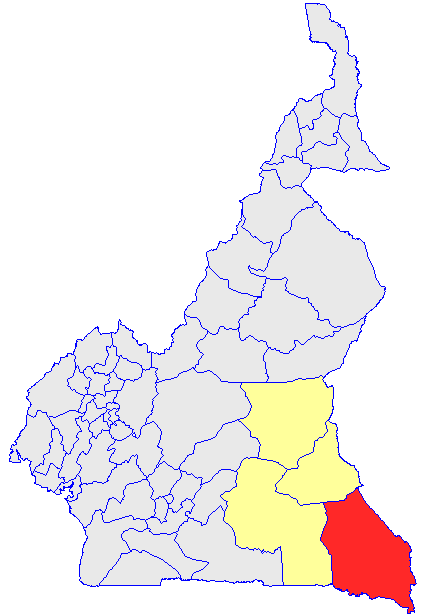
Emplacement géographique

La liste des évêques de Yokadouma recense les noms des évêques qui se sont succédé sur le siège épiscopal de Yokadouma, au Cameroun depuis la création du diocèse homonyme (Dioecesis Yokadumanus) le 20 mai 1991 par détachement du diocèse de Bertoua.

## Sont évêques
- 20 mai 1991 - 25 avril 2017 : Eugeniusz Juretzko, OMI († 16 janvier 2018)
- 25 avril 2017 - 27 novembre 2021 : Paul Lontsié-Keuné, transféré à Bafoussam le 27 novembre 2021
- 11 janvier 2025 - ... : Justin Georges Ebengue

## Sources
- Fiche du diocèse sur catholic-hierarchy.org